# Ogea Driki
Ogea Driki je atol fidžijského souostroví Lau. Patří do jižního souostroví Lau. Má rozlohu 91 m².
Je pouze lehce oddělen od sousedního Ogea Levu, 10 km východně od ostrova Fulaga. Ostrůvek nemá trvalé obyvatele, ale je občasně využíván rybáři.